# Eparchia di Černivci
L'eparchia di Černivci (in latino Eparchia Chernivcensis) è una sede della Chiesa greco-cattolica ucraina suffraganea dell'arcieparchia di Ivano-Frankivs'k. Nel 2021 contava 19.790 battezzati su 901.632 abitanti. È retta dall'eparca Josafat Moščyč.

## Territorio
L'eparchia comprende l'intera oblast' di Černivci, in gran parte corrispondente alla Bucovina settentrionale.
Sede eparchiale è la città di Černivci, dove sorge la cattedrale dell'Assunzione della Beata Vergine Maria.
Il territorio si estende su 8.100 km² ed è suddiviso in 25 parrocchie.

## Storia
L'eparchia di Černivci è stata eretta dal Sinodo dei Vescovi della Chiesa greco-cattolica ucraina, riunito a Brjuchovyči (Leopoli) dal 4 all'11 settembre 2016, per separazione dall'eparchia di Kolomyja-Černivci, che contestualmente ha assunto il nome di eparchia di Kolomyja. Il 12 settembre 2017 papa Francesco ha concesso il suo assenso all'erezione di questa nuova eparchia, canonicamente istituita con decreto dell'arcivescovo maggiore Svjatoslav Ševčuk del 5 ottobre successivo.

## Cronotassi dei vescovi
Si omettono i periodi di sede vacante non superiori ai 2 anni o non storicamente accertati.
- Josafat Moščyč, dal 12 settembre 2017

## Statistiche
L'eparchia nel 2021 su una popolazione di 901.632 persone contava 19.790 battezzati, corrispondenti al 2,2% del totale.
| anno | popolazione | popolazione | popolazione | presbiteri | presbiteri | presbiteri | presbiteri                | diaconi | religiosi | religiosi | parrocchie |
| anno | battezzati  | totale      | %           | numero     | secolari   | regolari   | battezzati per presbitero | diaconi | uomini    | donne     | parrocchie |
| ---- | ----------- | ----------- | ----------- | ---------- | ---------- | ---------- | ------------------------- | ------- | --------- | --------- | ---------- |
| 2018 | 20.000      | 913.275     | 2,2         | 12         | 12         |            | 1.666                     | 1       |           |           | 18         |
| 2019 | 20.000      | 909.893     | 2,2         | 16         | 16         |            | 1.250                     | 2       |           |           | 22         |
| 2021 | 19.790      | 901.632     | 2,2         | 24         | 24         |            | 824                       |         |           | 2         | 25         |